# Episodi di Modern Family (decima stagione)

Immagine del cast dalla sigla della decima stagione

La decima stagione della serie televisiva Modern Family è stata trasmessa sul canale statunitense ABC dal 26 settembre 2018 all'8 maggio 2019.
In Italia la stagione è andata in onda sul canale satellitare Fox dall'8 marzo al 17 maggio 2019.
In chiaro viene trasmessa su TV8 dal 18 ottobre 2020 durante le ore notturne.
| n° | Titolo originale                | Titolo italiano                       | Prima TV USA      | Prima TV Italia |
| -- | ------------------------------- | ------------------------------------- | ----------------- | --------------- |
| 1  | I Love a Parade                 | La parata                             | 26 settembre 2018 | 8 marzo 2019    |
| 2  | Kiss and Tell                   | La rana dalla bocca larga             | 3 ottobre 2018    | 8 marzo 2019    |
| 3  | A Sketchy Area                  | Il professor Phil                     | 10 ottobre 2018   | 15 marzo 2019   |
| 4  | Torn Between Two Lovers         | La scelta                             | 17 ottobre 2018   | 15 marzo 2019   |
| 5  | Good Grief                      | Santo cielo!                          | 24 ottobre 2018   | 22 marzo 2019   |
| 6  | On the Same Paige               | La dottrina Monroe                    | 31 ottobre 2018   | 22 marzo 2019   |
| 7  | Did the Chicken Cross the Road? | La gallina ha attraversato la strada? | 7 novembre 2018   | 29 marzo 2019   |
| 8  | Kids These Days                 | I ragazzi di oggi                     | 28 novembre 2018  | 29 marzo 2019   |
| 9  | Putting Down Roots              | Mettere radici                        | 5 dicembre 2018   | 5 aprile 2019   |
| 10 | Stuck in a Moment               | Il momento giusto                     | 12 dicembre 2018  | 5 aprile 2019   |
| 11 | A Moving Day                    | Il trasloco                           | 9 gennaio 2019    | 12 aprile 2019  |
| 12 | Blast from the Past             | Ricordi del passato                   | 16 gennaio 2019   | 12 aprile 2019  |
| 13 | Whanex?                         | Ora che si fa?                        | 23 gennaio 2019   | 19 aprile 2019  |
| 14 | We Need to Talk About Lily      | Dobbiamo parlare di Lily              | 30 gennaio 2019   | 19 aprile 2019  |
| 15 | SuperShowerBabyBowl             | Supershowerbabybowl                   | 20 febbraio 2019  | 26 aprile 2019  |
| 16 | Red Alert                       | Allarme rosso                         | 27 febbraio 2019  | 26 aprile 2019  |
| 17 | The Wild                        | L'orso che è dentro di noi            | 13 marzo 2019     | 3 maggio 2019   |
| 18 | Stand By Your-Man               | Sostieni il tuo uomo                  | 20 marzo 2019     | 3 maggio 2019   |
| 19 | Yes-Woman                       | Yes-woman                             | 3 aprile 2019     | 10 maggio 2019  |
| 20 | Can't Elope                     | Non si può fuggire                    | 10 aprile 2019    | 10 maggio 2019  |
| 21 | Commencement                    | La cerimonia di consegna del diploma  | 1º maggio 2019    | 17 maggio 2019  |
| 22 | A Year of Birthdays             | Un anno di compleanni                 | 8 maggio 2019     | 17 maggio 2019  |

## La parata
- Titolo originale: I Love a Parade
- Diretto da: James Bagdonas
- Scritto da: Paul Corrigan e Brad Walsh

### Trama
La famiglia al completo si riunisce per prendere parte all'annuale parata del 4 luglio, per la quale Jay viene scelto come gran cerimoniere.  Haley cerca di rompere con Arvin, ma viene distratta dal ritorno in città di Dylan. Mitchell e Cam provano a convincere Pam di essere in grado di crescere suo figlio Cal. Phil e Luke partecipano a un concorso per mangiatori di hot dog, nonostante Luke mostri preoccupazione per il college.
- Guest star: Reid Ewing (Dylan), Chris Geere (Arvin).

## La rana dalla bocca larga
- Diretto da: Steven Levitan
- Scritto da: Abraham Higginbotham e Jon Pollack

### Trama
Haley ha bisogno di un piccolo aiuto per decidere se dire o meno ad Arvin del suo bacio con Dylan e va da Mitch e Cam per i loro consigli. Nel frattempo, Gloria sospetta che la ragazza canadese di Manny in realtà non esista e vuole scoprire la verità.
- Guest star: Reid Ewing (Dylan), Chris Geere (Arvin)

## Il professor Phil
- Diretto da: Jeffrey Walker
- Scritto da: Elaine Ko

### Trama
Phil si lancia in una nuova ed eccitante carriera da insegnante sul mondo dell'immobiliare al college di Luke mentre Claire e Jay si occupano della fusione della loro società. Nel frattempo il nuovo caso di alto profilo di Mitch come procuratore distrettuale è funestato da uno schizzo poco lusinghiero della sua attività in aula.
- Guest star: Dan Levy (Jonah), Ben Schwartz (Nick)

## La scelta
- Diretto da: Beth McCarthy-Miller
- Scritto da: Jeffrey Richman e Danny Zuker

### Trama
Haley non sembra poter scegliere tra le sue relazioni passate e presenti ed è costretta a prendere una decisione. Nel frattempo, Manny ritorna al college e al dormitorio mentre la sua ragazza, Sherry, continua a stare da Jay e Gloria, e potrebbe essere pronta a restare al suo benvenuto.
- Guest star: Reid Ewing (Dylan), Chris Geere (Arvin), Marcello Reyes (Cal), Hillary Ann Matthews (Sherry)

## Santo cielo!
- Diretto da: Beth McCarthy-Miller
- Scritto da: Vali Chandrasekaran e Stephen Lloyd

### Trama
È un altro epico Halloween pieno di costumi, trucchi e dolcetti per il clan Dunphy-Pritchett-Tucker che si occupano di notizie enormi e inaspettate.
Durante Halloween, Jay, Mitchell e Claire ricevono ciascuno una telefonata, informati che l'ex moglie di Jay e la madre di Mitchell e Claire, DeDe, è morta nel sonno mentre era in viaggio con le sue amiche; la famiglia deve affrontare la notizia della sua scomparsa.
- Guest star: Jimmy Tatro (Bill)

## La dottrina Monroe
- Diretto da: Ryan Case
- Scritto da: Ryan Walls

### Trama
Phil viene a sapere che il suo corso sul mondo dell'immobiliare verrà cancellato se qualche altro studente lo abbandonerà; così decide di usare l'adulazione per mantenere una studentessa in particolare, Paige, mentre Luke le chiede di uscire invitandola a cena. Nel frattempo Jay si rende conto che potrebbe inconsciamente flirtare con la madre di un compagno di classe di Joe e cerca di stabilire dei limiti.
- Guest star: Doug Bidin (Mr. Peterson), Sherian Pierce (Paige)

## La gallina ha attraversato la strada?
Cam, per rispolverare le sue origini campagnole, compra un pollo da tenere in giardino, cosa che lui odierà mentre Mitch ne diverrà molto felice; nel frattempo Alex ottiene un colloquio con una importante azienda governativa dal quale emergono i difetti della sua famiglia mentre Gloria e Jay discutono perché entrambi amano avere il potere di decidere in casa e non solo. Quando tutto si placa, Haley riceve una notizia scioccante: è incinta.

## I ragazzi di oggi

### Trama
Phil e Mitchell si recano ad una convention di Star Wars insieme, così da passare un po' di tempo insieme date le loro passioni comuni, mentre Jay aiuta Cam con la sua squadra di football. Claire, intanto, cerca di rassegnarsi alla vita sessuale di Alex con l'aiuto di Gloria mentre Haley si rende conto che Dylan può essere l'uomo giusto con cui formare una famiglia.

## Mettere radici

### Trama
Jerry, vedovo di Dede, porta ai Pritchett gli oggetti che la donna ha lasciato loro in eredità e poi aiuta Jay a risolvere un conflitto che ha avuto con Gloria. Nel frattempo Mitchell e Cam si rendono conto di dover vedere di più le cose dal punto di vista dell'altro mentre Haley rivela ai fratelli di essere incinta e si esercita a comportarsi da madre.

## Il momento giusto

### Trama
La vigilia di Natale i tre nuclei si preparano per le festività ma gli imprevisti sono dietro l'angolo. Nonostante tutto Haley e Dylan rivelano alla famiglia di aspettare un bambino e, nonostante l'entusiasmo iniziale, Phil e Claire sembrano molto preoccupati.

## Il trasloco

### Trama
Claire non riesce ancora ad accettare la gravidanza di Haley e le condizioni in cui vivrà con Dylan, ma dopo aver assistito alla prima ecografia della figlia, da cui emerge che aspetta due gemelli, si calma e le fa forza; stessa cosa fa Jay con Phil dopo essere stato messo in mezzo alla "guerra" tra Gloria e la nuova fidanzata di Manny Shelley su chi tra le due sia più manipolatrice verso il ragazzo. Intanto Pam, sorella di Cam, esce di prigione e dopo aver minacciato Mitch di rivelare a suo fratello che non l'ha aiutata riesce a manipolare gli eventi per trasferirsi nell'appartamento sopra al loro.

## Ricordi del passato

### Trama
La madre di Dylan, Farrah, si trasferisce a casa Dunphy e Claire, rivedendo in lei sua madre, entra in crisi ma Phil riesce a calmarla; nel frattempo Mitchell e Cam scoprono che entrambi guardano altri uomini ma si rendono conto che ciò va solo a vantaggio della loro intesa di coppia. Jay, infine, dopo aver scoperto che un suo prozio non era l'eroe di guerra che credeva, lascia che Joe si travesta per una recita scolastica come il prozio di Gloria (anch'egli un millantatore) per far godere al figlio la stessa gioia che ha provato lui.

## Ora che si fa?

### Trama
Mitch cerca di consigliare Cam sul come muoversi per ottenere la promozione a vice-preside mentre Gloria prova nostalgia per il suo passato da modella dopo un provino con Phil e Joe. Intanto Claire e Jay sono alle prese con l'arrivo delle più moderne tecnologie nel loro lavoro.

## Dobbiamo parlare di Lily

### Trama
Gloria aiuta Jay ad affrontare l'operazione chirurgica a cui deve sottoporre Stella mentre Cam e Mitch si rendono conto del cambiamento avvenuto in Lily; nel frattempo Phil è alle prese con la vendita di una casa a Pepper che si rivela estenuante mentre Alex e Claire hanno un confronto sul nuovo fidanzato della prima.
Guest star: Nathan Lane (Pepper);  Christian Barillas (Ronaldo)

## Supershowerbabybowl

### Trama
Tutti i membri della famiglia si ritrovano a casa di Jay nella domenica che unisce il Super Bowl con la festa per i nascituri di Haley, facendo sì che i contrasti emergano e si risolvano.

## Allarme rosso

### Trama
Mentre Mitch e Cam cercano di aiutare Lily ad affrontare i cambiamenti del suo corpo durante l'adolescenza, Jay e Claire parlano dei rispettivi ruoli nell'azienda. Intanto Phil ha problemi di insonnia.

## L'orso che è dentro di noi

### Trama
Cam, Mitch e Phil vengono costretti da Gloria ad accompagnare Jay nella sua escursione annuale e i quattro hanno modo per confessare l'un l'altro le proprie paure; nel frattempo Gloria, Alex, Claire e Haley cercano di assemblare la culla per i gemelli in arrivo e, nel tentativo di aiutare il fattorino della pizza amico di Haley, superano le proprie paranoie.

## Sostieni il tuo uomo

### Trama
Per il loro anniversario Mitch accompagna Cam ad un raduno in stile country lasciando Lily con Claire; nel frattempo Jay viene chiamato per presentare ad una televendita le sue cucce per cani mentre Phil organizza una serata con Luke, Dylan e il fidanzato di Alex Bill per dimostrare loro di essere ancora in gamba.

## Yes-woman

### Trama
Phil visita Alex al campus mentre Jay cerca di riprendere il controllo del golf club e Gloria prova a farlo uscire dal letargo in cui sta entrando; nel frattempo anche Mitch e Cam si rendono conto di dover movimentare un po' la loro vita mentre Claire cerca di avere un atteggiamento più accomodante finché non scopre che Luke sta uscendo con una cliente del golf club della sua età.

## Non si può fuggire

### Trama
Dopo che Haley ha delle contrazioni passeggere, lei e Dylan decidono di sposarsi ma con una cerimonia intima: la situazione degenera subito e i due, su consiglio di Phil e Claire, decidono di scappare dal ricevimento e andarsene per conto proprio; alla fine, tuttavia, decidono di celebrare l'evento in casa Dunphy la notte stessa.

## La cerimonia di consegna del diploma

### Trama
Il giorno della laurea di Alex vari eventi portano tutti i membri della famiglia a dubitare delle proprie certezze, ma alla fine l'amore reciproco li porta a superare la difficoltà passeggera.

## Un anno di compleanni

### Trama
Nel passato, la famiglia rivive i compleanni che hanno avuto nell'ultimo anno. Nel presente, Haley dà alla luce un maschio e una femmina.